# Synagoga w Starogardzie Gdańskim
Synagoga w Starogardzie Gdańskim – synagoga zbudowana w 1849 roku przy ulicy Rycerskiej 2 w Starogardzie Gdańskim. Budynek powstał na miejscu dawnego dworu krzyżackiego, zniszczonego w wojnie szwedzkiej.
Murowany z cegły, nieotynkowany budynek synagogi wzniesiono na planie prostokąta, w stylu neogotyckim. Z zewnątrz była pozbawiona wielu ozdób i charakterystycznych dla synagog cech stylowych. Wewnątrz, w sali głównej na wschodniej ścianie, w pięciobocznej apsydzie znajdował się bogato zdobiony aron ha-kodesz. Ściany były pokryte freskami przedstawiającymi m.in. zwierzęta, biblijne stwory czy znaki zodiaku. Przed arką stały dwa wielkie świeczniki, a z sufitu zwisało osiem żyrandoli.

## Historia
W okresie dwudziestolecia międzywojennego planowano sprzedać synagogę władzom wojskowym, z przeznaczeniem na kościół garnizonowy dla 2 Pułku Szwoleżerów.
Podczas II wojny światowej, w 1939 roku, hitlerowcy zdewastowali synagogę i urządzili w niej areszt śledczy, a pod jej murami miejsce kaźni wielu Polaków i Żydów. W budynku przetrzymywano pomorską inteligencję przed wywózką do miejsca egzekucji w Lesie Szpęgawskim. Od 1940 roku w okresie letnim synagoga służyła za halę targową.
Po wojnie budynek synagogi służył jako magazyn fabryki farmaceutycznej, następnie hala targowa, a w latach 70. przebudowano ją i urządzono w niej pawilon z meblami. W 1998 roku budynek został własnością Gminy Żydowskiej w Gdańsku. W 2020 roku budynek został sprzedany i urządzono w nim lokal gastronomiczny.
Na jednej z zewnętrznych ścian synagogi znajduje się tablica upamiętniająca synagogę i miejsce kaźni. Dawniej przed synagogą stały również budynki szkoły żydowskiej i dom rabina. Oba zostały zburzone po wojnie, a na ich miejscu znajduje się plac targowy.